# Alto Bela Vista
Alto Bela Vista – miasto i gmina w Brazylii, w stanie Santa Catarina. Znajduje się w mezoregionie Oeste Catarinense i mikroregionie Concórdia.